# Tristan Wilds
Tristan Paul Mack Wilds (Staten Island, 15 juli 1989) is een Amerikaans acteur.
Wilds maakte zijn debuut in een miniserie, maar brak door toen hij in 2006 een rol kreeg in The Wire. Hierin speelde hij gedurende 23 afleveringen en twee jaar lang de rol van Michael Lee. Sinds september 2008 is hij in Amerika te zien als Dixon Wilson in het tienerdrama 90210. Wilds speelde tevens de rol van Adele's minnaar in de videoclip van haar single Hello.

## Filmografie
- Biblioteca Nacional de España: XX4940831
- Bibliothèque nationale de France: cb16204486z (data)
- International Standard Name Identifier: 0000 0001 1568 428X
- Library of Congress Control Number: no2009013342
- MusicBrainz: 81e5f09c-7924-4bcf-a94c-78ec3b93b73a
- Nationale Bibliotheek van Israël: 987007319755605171
- Nederlandse Thesaurus van Auteursnamen: 381191168
- Virtual International Authority File: 44133539
- WorldCat: E39PBJjhCJWdx9gmrqQw3wkMT3